# 마산가포고등학교
마산가포고등학교(馬山架浦高等學校)는 대한민국 경상남도 창원시 마산합포구 가포동에 있는 공립 고등학교이다.

## 학교 연혁
- 1996년 2월 23일 : 일반계(보통과)고교 남녀공학 10학급 설립 인가
- 1996년 3월 5일 : 개교 및 입학식(신입생 521명 남 261명, 여 260명)
- 1996년 7월 18일 : 급식학교 지정
- 1996년 12월 1일 : 신관 30여개 교실 기공식
- 1997년 12월 9일 : 38학급 증설 인가
- 1999년 2월 12일 : 제1회 졸업식(졸업생 503명 남 255명, 여 248명)
- 2022년 12월 29일 : 제25회 졸업식(졸업생 144명, 졸업생 총수 8,563명)
- 2023년 3월 1일 : 제15대 장윤정 교장 취임
- 2023년 3월 2일 : 제28회 신입생 입학(입학생 157명)

## 참고 자료
- 마산가포고등학교 - 한국교육학술정보원 학교알리미